# Best of 2001–2009
Best of 2001–2009 är ett samlingsalbum av den finländska rockgruppen The Rasmus, utgivet den 25 november 2009 på Playground Music. Precis som titeln antyder består albumet av bandets bästa låtar från 2001 till 2009, vilket omfattar deras fyra senaste studioalbum; Into, Dead Letters, Hide from the Sun och Black Roses.
Alla låtar har givits ut tidigare utom "October & April", en duett mellan sångaren Lauri Ylönen och Anette Olzon från Nightwish som inte passade in bland låtarna på konceptalbumet Black Roses. Albumet kan betraktas som ett hopplock av allmänt betydelsefulla låtar snarare än en komplett singelsamling då "Madness" och "Heartbreaker" saknas medan man valt att inkludera ett par låtar som inte blivit singlar. Best of 2001–2009 uppnådde åttonde placeringen på Finlands albumlista i tre veckor.

## Översikt
Bandets sångare och huvudsakliga låtskrivare Lauri Ylönen gav följande kommentarer om albumet:
| ”              | Vi kände att det var dags att summera de här tio åren. Eero sa, vi kallar albumet "This is how I spent my twenties" ...det låter kanske fånigt men det är sant. Vi har fått fara iväg på en enorm berg- och dalbana och det har varit en fantastisk tid. Vi har rest till över 60 länder, från Indien till Sibirien, träffat tusentals fans jorden runt och entusiastiska människor som har jobbat med våra skivor. Och när jag tittar tillbaka på de senaste fyra albumen är jag väldigt stolt över dem. Vi bestämde oss för att ta med de flesta singlarna, några av våra favoriter av albumspåren och den nya låten "October & April", som är en duett med Anette Olzon från Nightwish. | „ |
| – Lauri Ylönen | |   |

## Begränsad specialutgåva
En begränsad specialutgåva utgavs samma dag i form av en svart 32-sidig bok bestående av bilder på bandet från de senaste åren samt Ylönens egna kommentarer till låtarna. Skivan sitter fast på sista sidan inuti en så kallad cardsleeve-förpackning. Denna specialutgåva begränsades till 2000 exemplar, vilket man kan se på bokens baksida som har ett unikt nummer mellan 1 och 2000. Låtlistan är dock identisk med originalutgåvan.

## Mottagande
Best of 2001–2009 fick ytterst få recensioner vid utgivningen och dessa har till störst del varit negativa. I Sverige sågades albumet av musiktidningen Groove medan det fick en något mer ingående recension i Zero Music Magazine där man beskrev det som "Kompetent, melodiskt, popigt, ibland med hårdrocksriff, ibland med emo-melodier och inte mer engagerande än så".
Albumet blev heller inte framgångsrikt varken bland listorna eller försäljningsmässigt. På den finländska albumlistan, den enda lista den legat på, hamnade albumet åtta i tre veckor som bäst.

## Låtlista
| Nr  | Titel                              | Kompositör                                                  | Ursprungligt album             | Längd |
| --- | ---------------------------------- | ----------------------------------------------------------- | ------------------------------ | ----- |
| 1.  | In the Shadows                     | Lauri Ylönen, Eero Heinonen, Pauli Rantasalmi, Aki Hakala   | Dead Letters                   | 4:06  |
| 2.  | No Fear                            | Ylönen, Heinonen, Rantasalmi, Hakala                        | Hide from the Sun              | 4:07  |
| 3.  | Guilty (U.S. Mix)                  | Ylönen, Heinonen, Rantasalmi, Hakala                        | Dead Letters                   | 3:44  |
| 4.  | October & April (med Anette Olzon) | Ylönen, Heinonen, Rantasalmi, Hakala (musik); Ylönen (text) | Tidigare outgiven              | 3:54  |
| 5.  | First Day of My Life               | Ylönen, Heinonen, Rantasalmi, Hakala                        | Dead Letters                   | 3:44  |
| 6.  | Livin' in a World Without You      | Ylönen, Rantasalmi, Desmond Child                           | Black Roses                    | 3:50  |
| 7.  | F-F-F-Falling                      | Ylönen, Heinonen, Rantasalmi, Hakala                        | Into                           | 3:52  |
| 8.  | Chill                              | Ylönen, Heinonen, Rantasalmi, Hakala                        | Into                           | 4:13  |
| 9.  | Immortal                           | Ylönen, Heinonen, Rantasalmi, Hakala                        | Hide from the Sun              | 4:57  |
| 10. | Justify                            | Ylönen, Rantasalmi, Child, James Michael                    | Black Roses                    | 4:26  |
| 11. | Shot                               | Ylönen, Heinonen, Rantasalmi, Hakala                        | Hide from the Sun              | 4:18  |
| 12. | Funeral Song                       | Ylönen, Heinonen, Rantasalmi, Hakala                        | Dead Letters                   | 3:21  |
| 13. | Ghost of Love                      | Ylönen, Rantasalmi, Child, Harry Sommerdahl                 | Black Roses                    | 3:17  |
| 14. | Open My Eyes (Acoustic Version)    | Ylönen, Heinonen, Rantasalmi, Hakala                        | Outtake från Hide from the Sun | 3:23  |
| 15. | In My Life                         | Ylönen, Heinonen, Rantasalmi, Hakala                        | Dead Letters                   | 4:02  |
| 16. | Ten Black Roses                    | Ylönen, Rantasalmi, Child                                   | Black Roses                    | 3:54  |
| 17. | Sail Away                          | Ylönen, Heinonen, Rantasalmi, Hakala                        | Hide from the Sun              | 3:49  |

## Listplaceringar
| Lista (2009-2010)      | Högsta placering |
| ---------------------- | ---------------- |
| Finländska albumlistan | 8                |

## Medverkande
| The Rasmus - Lauri Ylönen – sång - Eero Heinonen – bas - Pauli Rantasalmi – gitarr - Aki Hakala – trummor | Produktion av samlingen - Sören von Malmborg – mastering (Cosmos Mastering) - Henrik Walse – layout |

Information från albumets häfte